# Fredeluga d'Etiòpia
La fredeluga d'Etiòpia (Vanellus melanocephalus) és una espècie d'ocell de la família dels caràdrids (Charadriidae), que habita praderies de les terres altes d'Etiòpia.
Es pot trobar tant en hàbitats muntanyosos humits com secs i ja sigui en praderies, erms o pantans. Acostuma a volar en estols, que poden arribar a ser grans.
Té la part superior del cap negra, perfilada amb una cella blanca. La gola també és negra i té taques gruixudes al pit. En vol és similar a altres espècies de la mateixa família però es distingeix pels colors del cap i el patró del pit.
L'any 2016 es va avaluar la possibilitat d'incloure la fredeluga d'Etiòpia a la llista vermella d'espècies amenaçades de la UICN (Unió Internacional per a la Conservació de la Natura) i es va catalogar com a preocupació menor.